# Општина Редеа (Олт)
Редеа (рум. Redea) општина је у Румунији у округу Олт.
Oпштина се налази на надморској висини од 122 m.